# Stubendek László
Stubendek László (Rimaszécs, 1953. március 26. –) politikus, a szlovákiai Komárom polgármestere. Korábban a Magyar Kereszténydemokrata Szövetség, majd a Magyar Koalíció Pártja illetve átnevezése után a Magyar Közösség Pártja (MKP) színeiben politizált, de 2014-ben felfüggesztette párttagságát. 2010-ben az MKP polgármester-jelöltjeként a második helyen végzett, 2014. november 15-én független jelöltként Komárom polgármesterévé választották.

## Életrajz
A délkelet-szlovákiai Rimaszécsen született négy fiúgyermek egyikeként. Középfokú tanulmányait Kassán az ipari iskolában végezte, majd az érettségi után a brünni Műszaki Egyetemen (Vysoké učení technické) mérnöki diplomát szerzett.
Feleségével Komáromba költöztek. Előbb a helyi hajógyárban konstruktőrként, majd később egy mezőgazdasági gépeket gyártó üzemben mérnökként dolgozott. A komáromi Ipari Szakközépiskolában tanár, majd 1993-tól 1998-ig alpolgármester. Később vállalkozóként folytatja.

## Közéleti pályája
1974-ben a brünni magyar diákszervezet, a Kafedik elnöke volt. Komáromban a Múzeumbarátok Körében és a Csemadokban is tevékenykedett.
A rendszerváltás után a komáromi városi képviselő-testület tagjává választották, 1993-tól 1998-ig alpolgármester volt Pásztor István polgármester mellett. Ezután a Csemadok komáromi városi szervezetének vezetőjévé választották.
2005-ben a magyarországi Komárom önkormányzata a két Komárom érdekében kifejtett munkássága elismeréseként a Pro Urbe Komárom díjjal tüntette ki.
2010. szeptember 10-én az MKP városi alapszervezete a párt polgármester-jelöltjévé választotta. November 27-én a második helyen végzett Anton Marek független jelölt mögött, megelőzve az addigi polgármestert, Bastrnák Tibort, a Most-Híd jelöltjét és parlamenti képviselőjét. Ezen a választáson önkormányzati képviselői helyét is elvesztette.
2011. február 12-én lett az MKP komáromi alapszervezetének elnöke, de párttagságát 2014-ben felfüggesztette és az önkormányzati választáson független jelöltként indult. 2014. november 15-én az MKP és a Most–Híd közös polgármesterjelöltjét, Czíria Attilát megelőzve 3877 szavazattal választották polgármesterré.

## Elismerései
- 2024 Csemadok életmű-díj[2]